# Konstantin Paleolog (sin Mihaela VIII.)
Konstantin Paleolog (Κωνσταντῖνος Παλαιολόγος) bio je bizantski princ i general, a borio se protiv Srba i Turaka.
Rođen je 1261. godine. Njegovi roditelji bili su bizantski car Mihael VIII. Paleolog i njegova žena Teodora Duka Vatac. Bio je tako povezan s porodicama Duka, Vatac i Anđeo te pripadnik moćne dinastije Paleolog. Budući da je rođen tijekom vladavine svog oca kao cara, Konstantin je bio princ porphyrogénnētos (“rođen u purpuru“). Njegov brat bio je car Andronik II. Paleolog.
Konstantin je oženio Irenu Paleolog Raoulainu, koja mu je rodila sina Ivana Paleologa, koji je bio panhypersebastos. Preko Ivana je bio djed srpske kraljice Marije Paleolog.
Konstantin je nakon vojne karijere postao redovnik Athanasios te je umro 5. svibnja 1306. u Konstantinopolu.